# Grande aiguille Rousse
Pour les articles homonymes, voir Grande aiguille (homonymie).
Ne pas confondre avec la Grande Rousse, ni avec l'aiguille Rousse (2 488) dans le massif de la Vanoise, ni avec le massif des Grandes Rousses
La Grande aiguille Rousse est un sommet des Alpes grées culminant à 3 482 mètres d'altitude en Savoie, entre les vallées de la Maurienne et de la Tarentaise, à proximité de la frontière entre la France et l'Italie. Ce sommet est proche d’un second sommet plus à l’ouest, seulement inférieur de 50 mètres, nommé Petite aiguille Rousse. Situé non loin de la Levanna, il donne accès au parc national du Grand Paradis côté italien et surplombe le lac Serru situé à 2 250 mètres.

## Géographie
Ce sommet des Alpes grées est au carrefour des vallées de la Maurienne et de la Tarentaise, non loin du col de l'Iseran, marque le partage des eaux entre ces grandes vallées alpines savoyardes. Il fait partie d’une série depuis le mont Tour, en passant notamment par la pointe de Ronce, la Bessanèse et la Levanna jusqu'à la pointe de la Galise, pics marquant la frontière entre la Savoie, le Piémont et la vallée d’Aoste, côté italien. Il est partagé par les communes de Val-d'Isère et de Bonneval-sur-Arc.

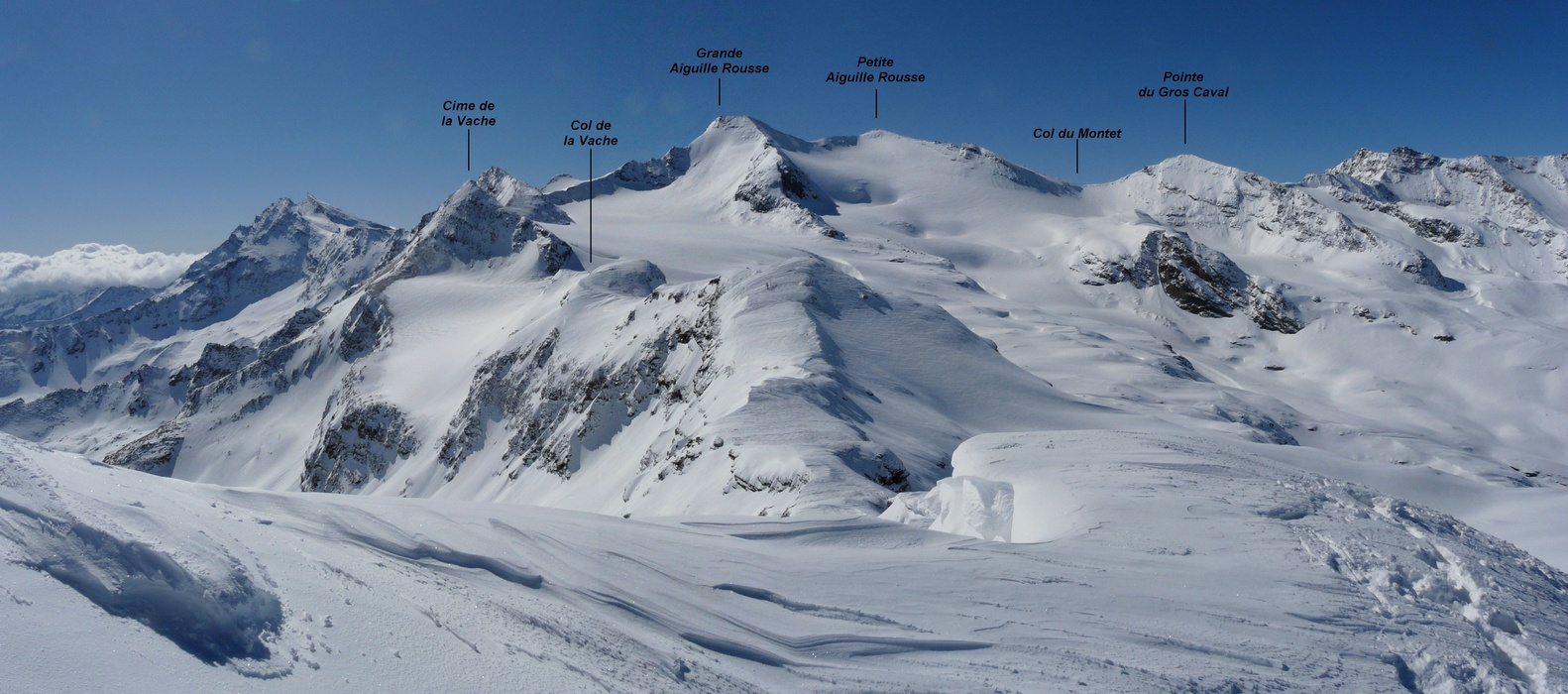
Vue depuis le nord sur la Grande aiguille Rousse et les sommets environnants, côté Savoie depuis le grand Cocor (3 034 mètres).
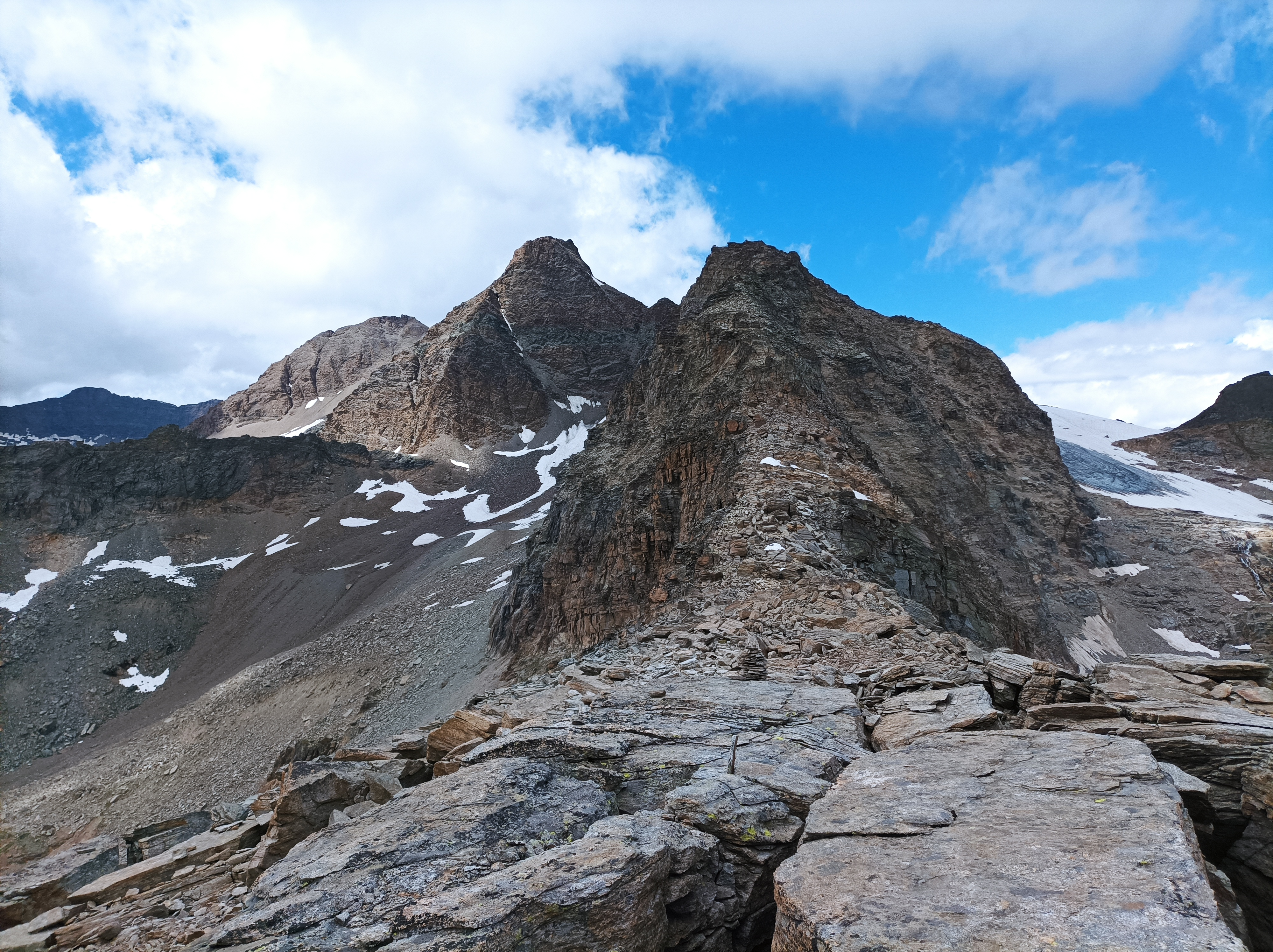
Vue sur la Grande aiguille Rousse depuis le col du Carro.
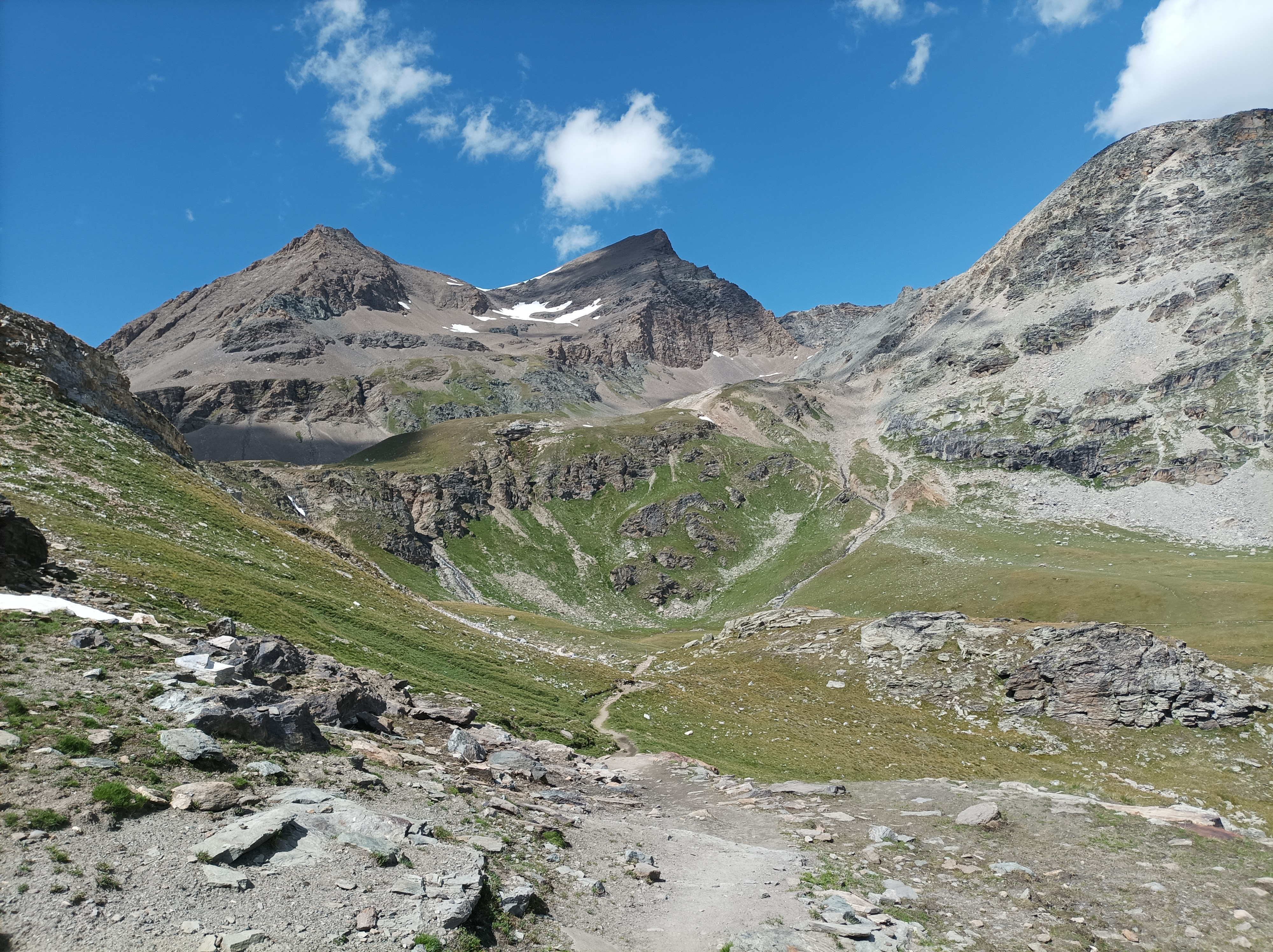
Vue de gauche à droite la Petite aiguille Rousse, la Grande aiguille Rousse et l'Ouille de Gontière.
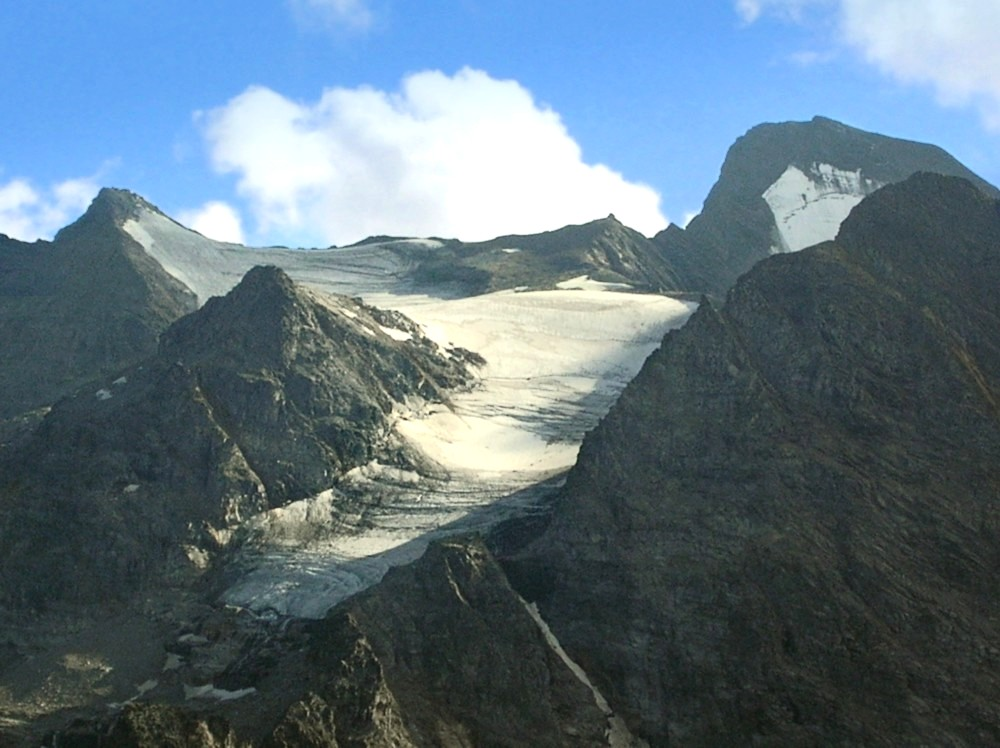
Vue de la Grande aiguille Rousse (à droite) et des glaciers italiens du Carro depuis l'est.

## Ascension et randonnée
L’ascension se fait communément par le refuge de Prariond depuis Val-d'Isère ou bien par Bonneval-sur-Arc via le refuge du Carro et le col du Montet. Pour atteindre le sommet depuis le versant italien, il convient de passer par le refuge Pian della Ballotta, puis franchir le col de la Lose culminant à 2 957 mètres, pour franchir la frontière et rejoindre le glacier des Sources de l'Isère, situé aux environs de 2 800 mètres d'altitude, pour finalement atteindre le sommet.

### Refuges
Les refuges de montagne qui peuvent être utilisés comme point de départ pour l'ascension vers le sommet ou pour une visite autour de la montagne sont les suivants :
- refuge de Prariond - 2 250 mètres ;
- Rifugio Pian della Ballotta - 2 740 mètres.